# Cnemaspis jacobsoni
Cnemaspis jacobsoni este o specie de șopârle din genul Cnemaspis, familia Gekkonidae, descrisă de Atulananda Das în anul 2005. Conform Catalogue of Life specia Cnemaspis jacobsoni nu are subspecii cunoscute.